# 五星电器
五星电器（英語：Jiangsu Five Star Appliance Co.,Ltd.）全称是江苏五星电器有限公司，是一家中国连锁型零售公司，董事长是代礼平，总经理是潘一清。

## 历史
前身是1991年成立的江苏省五交化公司，1998年12月18日由汪建国成立于江苏南京中山北路192号。2001年4月18日开设首家线下门店，2006年5月29日与美国电器零售商百思买成立合资公司，百思买进入中国市场，2009年汪建国离开公司。2014年12月4日百思买将其出售给浙江佳源房地产集团并退出中国市场。2019年4月京东商城宣布以12.7亿元金额购买其46%股份。2020年8月12日被京东商城全资控股，成立京东五星电器公司。
五星电器主要铺设在二到四线城市，其主要竞争对手是国美电器和苏宁易购。